# I Will
«I Will» (с англ. — «Я буду») — песня The Beatles из одноимённого двойного альбома (The Beatles, 1968), сочинённая Полом Маккартни.

## Запись
Прежде чем песня была записана, потребовалось 67 репетиций. Джордж Харрисон в записи не участвовал вообще.
Во время девятнадцатой репетиции Маккартни сочинил 28-секундную безымянную композицию, условно названную «Can you take me back?» (с англ. — «Можешь ли ты взять меня назад?») и попавшую, в конце концов, на четвёртую сторону «Белого альбома» как «зловещая прелюдия к „Revolution 9“».
Также, во время репетиции записали четыре песни — «Step Inside Love», «Los Paranoias», «The Way You Look Tonight» и «Down In Havana», но они не вошли в альбом. Сокращенная версия «Step Inside Love/Los Paranoias» была опубликована в сборнике Anthology 3.

## Участники записи
В записи песни принимали участие:
- Пол Маккартни — вокал, акустическая гитара
- Джон Леннон — ударные, цимбалы, маракас
- Ринго Старр — бонго

## Кавер-версии
- Саундтрек к фильму «Любовная история».
- Версия Элисон Краусс в альбоме Now That I’ve Found You: A Collection (1995).
- Версия Бена Тейлора[англ.] — саундтрек к фильму «Пока, любовь».